# لاگرتا

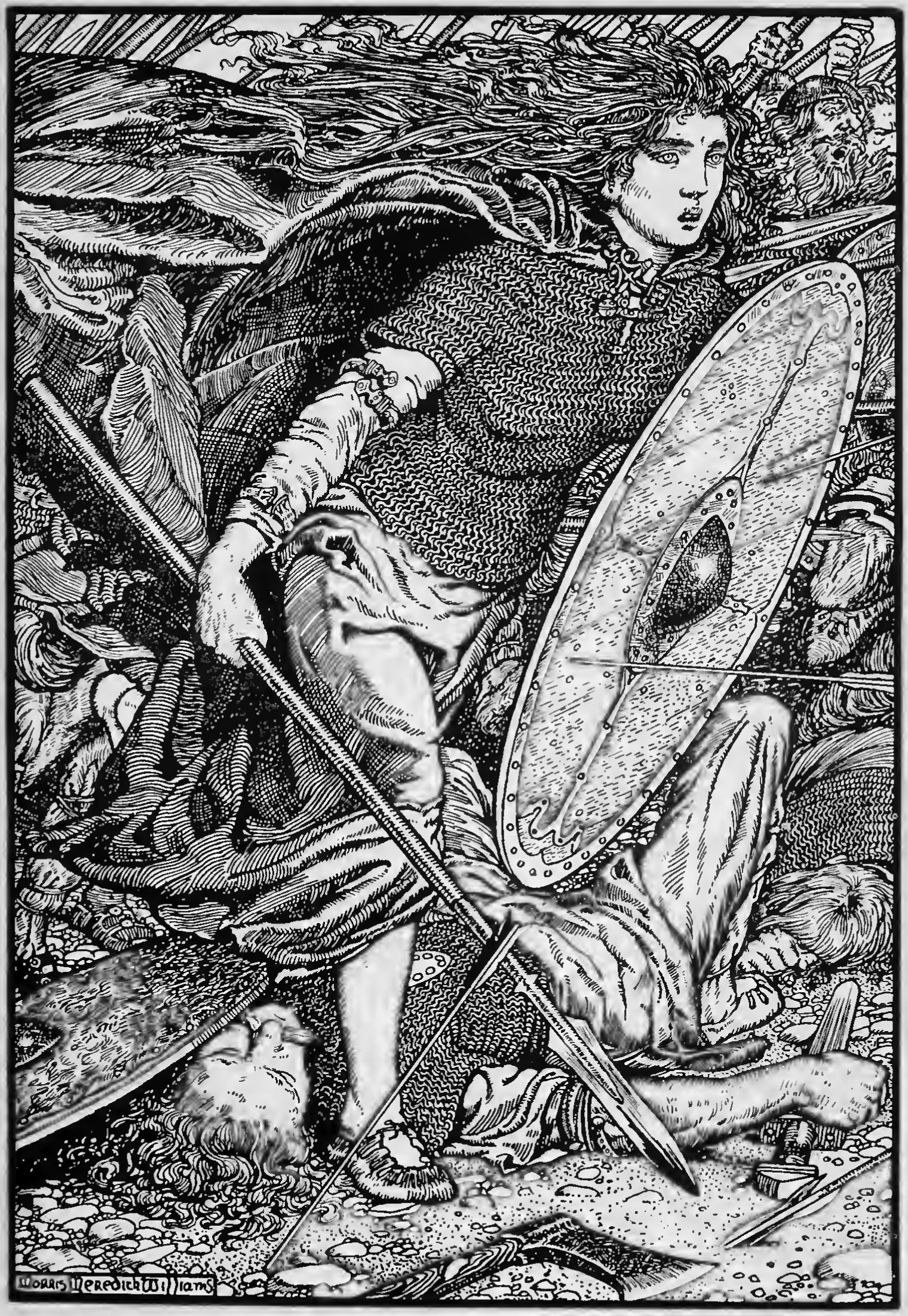
اثری بر روی سنگ از لاگرتا توسط نقاش بریتانیایی موریس ویلیامز (۱۹۱۳)

لاگرتا (به انگلیسی: Lagertha) بر طبق افسانه‌ها، یک سپربانوی وایکینگ دانمارکی بود در منطقه‌ای که در حال حاضر نروژ به حساب می‌آید. او همسر وایکینگ نامداری به نام راگنار لودبروک بود. داستان زندگی او توسط تاریخ‌نگار دانمارکی ساکسو گراماتیکوس در قرن ۱۲ ثبت شده‌است، و ممکن است بازتابی از روایات دربارهٔ ثورگرد، ایزد نوردیک باشد. نام او بوسیله ساکسو «لاگرتا» ثبت شده‌است، و احتمالاً لاتین شده کلمه «Hlaðgerðr» در زبان نورس باستان است.
لاگرتا یک جنگجوی ماهر آمازون به‌شمار می‌رفت، اگرچه او یک زن بود، اما شجاعتی مثال زدنی همانند مردها داشت و در میان دلیرترین سلحشورها با موهایی افتاده بر روی شانه‌هایش به مبارزه می‌پرداخت. همه از کارهای بی‌نظیر او شگفت‌زده می‌شدند و تنها موهایی که از پشتش به پایین ریخته بود، زن بودنش را فاش می‌کرد. بر طبق ساکسو، راگنار از او صاحب پسری به نام فریدلیف، و همچنین دو دختر شد که نامی از آن‌ها ثبت نشده است.

## در رسانه‌ها
لاگرتا با نقش‌آفرینی کاترین وینیک به عنوان یکی از شخصیت‌های اصلی با الهام از افسانه ساکسو در مجموعه تلویزیونی وایکینگ‌ها (۲۰۱۳) شبکهٔ هیستوری حضور دارد. او در نقش یک سپربانو و همسر اول راگنار تصویر شده‌است، که بعدها از سوی خودش به عنوان اِرل و سپس ملکه فرمانروایی نمود.